# Caroline Unger
Caroline Unger, także Karoline, Carolina lub Carlotta Ungher (ur. 28 października 1803 w Székesfehérvárze, zm. 23 marca 1877 w La Concezione koło Florencji) – węgierska śpiewaczka operowa, kontralt.

## Życiorys
W dzieciństwie uczyła się gry na fortepianie. Śpiewu uczyła się u Josepha Mazzotiego, Ugo Bassiego, Johanna Michaela Vogla i Aloysi Weber, później była uczennicą Domenico Ronconiego w Mediolanie. Zadebiutowała rolą Dorabelli w Così fan tutte W.A. Mozarta. W latach 1819–1824 występowała w wiedeńskim Theater am Kärntnertor. Ludwig van Beethoven powierzył jej wykonanie partii kontraltowej w prapremierze swojej IX symfonii (7 maja 1824). Według anegdoty to właśnie ona po zakończeniu wykonania utworu podeszła do głuchego kompozytora i obróciła go w stronę wiwatującej publiczności. Od 1825 do 1839 roku występowała na scenach włoskich, biorąc udział w wielu premierowych przedstawieniach oper Giovanniego Paciniego, Vincenzo Belliniego, Saverio Mercadantego i Gaetano Donizettiego. W latach 1833–1834 gościnnie śpiewała w Théâtre-Italien w Paryżu. Od 1840 do 1842 roku występowała w operze dworskiej w Dreźnie. W 1843 roku wycofała się ze sceny.
Dysponowała niezwykle szeroką skalą głosu, sięgającą od a do d3, umożliwiającą jej wykonywanie partii sopranowych i mezzosopranowych. W 1841 roku poślubiła francuskiego poetę François Sabatiera-Unghera, autora przekładu Fausta Goethego na francuski. Przyjaźniła się z Franzem Schubertem i była wykonawczynią jego pieśni. Zajmowała się także kompozycją, wydała zbiór 46 pieśni pod tytułem Lieder, Mélodies et Stornelli.